# BIG6 European Football League 2017.
BIG6 European Football League je svoje četvrto izdanje imala 2017. godine. 
 Sudjelovalo je šest momčadi iz Italije, Nozozemske, Njemačke i Španjolske koje su bile raspoređene u dvije skupine po tri momčadi u kojima su odigrale jednokružnim sustavom (po dvije utakmice). Pobjednici skupina su potom igrali završni susret - Eurobowl kojeg je osvojio "Braunschweig New Yorker Lions". 

## Sudionici
- Milano Seamen - Milano
- Amsterdam Crusaders - Amsterdam
- Berlin Rebels - Berlin
- Braunschweig New Yorker Lions - Braunschweig
- Frankfurt Universe - Frankfurt na Majni
- Badalona Dracs - Badalona

## Rezultati i ljestvice
| mj. | klub                          | ut | pob | por | ner | poen+ | poen- | post. |
| --- | ----------------------------- | -- | --- | --- | --- | ----- | ----- | ----- |
| 1.  | Braunschweig New Yorker Lions | 2  | 2   | 0   | 0   | 74    | 20    | 1.000 |
| 2.  | Amsterdam Crusaders           | 2  | 1   | 1   | 0   | 53    | 39    | 0.500 |
| 3.  | Badalona Dracs                | 2  | 0   | 2   | 0   | 33    | 01    | 0.000 |

| par                                                 | rez.  |
| --------------------------------------------------- | ----- |
| Amsterdam Crusaders - Braunschweig New Yorker Lions | 6:20  |
| Braunschweig New Yorker Lions - Badalona Dracs      | 54:14 |
| Badalona Dracs - Amsterdam Crusaders                | 19:47 |

| mj. | klub               | ut | pob | por | ner | poen+ | poen- | post. |
| --- | ------------------ | -- | --- | --- | --- | ----- | ----- | ----- |
| 1.  | Frankfurt Universe | 2  | 1   | 1   | 0   | 38    | 12    | 0.500 |
| 2.  | Berlin Rebels      | 2  | 1   | 1   | 0   | 24    | 24    | 0.500 |
| 3.  | Milano Seamen      | 2  | 1   | 1   | 0   | 26    | 51    | 0.500 |

| par                                | rez.  |
| ---------------------------------- | ----- |
| Milano Seamen - Berlin Rebels      | 14:13 |
| Frankfurt Universe - Milano Seamen | 38:12 |
| Berlin Rebels - Frankfurt Universe | 11:10 |

### Eurobowl
| datum            | grad               | stadion           | klub1              | rez.  | klub2                         |
| ---------------- | ------------------ | ----------------- | ------------------ | ----- | ----------------------------- |
| 10. lipnja 2017. | Frankfurt na Majni | Volksbank-Stadion | Frankfurt Universe | 14:54 | Braunschweig New Yorker Lions |

## Poveznice
- BIG6 European Football League
- Eurobowl
- European Football League
- bigsix.eu  Arhivirana inačica izvorne stranice od 13. veljače 2015. (Wayback Machine)
- eurobowl.info